# Courgenay
Courgenay (en alemany Jensdorf) és un municipi Suís del cantó del Jura, situat al districte de Porrentruy, regat pels rius Le Jonc i el Pichoux, ambdós afluents de l'Allaine.

## Llocs d'interés
- El monolit Pierre Percée (pedra tallada) de segle 30 aC
- La vil·la romana al veïnat La Condemène